# 高爾街
高爾街（Gower Street）是位於倫敦市中心布盧姆茨伯里的一條街道，其南側端點是Montague Place，北側端點是尤斯頓路。南側延伸部分名為布盧姆茨伯里街。倫敦的兩座知名學府倫敦大學學院（UCL）和皇家戲劇藝術學院都位於高爾街。UCL還有兩座學生宿舍也位於高爾街。尤斯頓廣場站位於高爾街北側端點。高爾街這一路名取自於Lady Gertrude Leveson-Gower，她是第一代高爾伯爵之女。

## 外部連結
- LondonTown.com information （页面存档备份，存于）

51°31′21″N 0°07′57″W / 51.5224°N 0.1326°W